# Ministère des Affaires étrangères (Indonésie)
Pour les articles homonymes, voir Ministère des Affaires étrangères.
Le ministère des Affaires étrangères de la république d'Indonésie (en indonésien : Kementerian Luar Negeri Republik Indonesia) est un ministère du gouvernement responsable de la politique étrangère du pays. Le ministère était autrefois connu comme le Département des Affaires étrangères (Departemen Luar Negeri Republik Indonesia, mieux connu sous le nom de Deplu).
Le nom changea à la suite de la nouvelle loi sur le ministère d'État de 2008 (UU 39/2008).
Le ministère est un des ministères qui est mentionné dans la Constitution de l'Indonésie, donc le président n'a pas le pouvoir de dissoudre ce ministère, comparé aux autres ministères qui ne sont pas mentionnés dans la Constitution de l'Indonésie.
Depuis octobre 2024, Sugiono est ministre des Affaires étrangères.

## Histoire
Le ministère des Affaires étrangères fut fondé en 1945 à la suite de la proclamation de l'indépendance de l'Indonésie des Pays-Bas. Le quartier général était initialement localisé dans le garage du premier ministre des Affaires étrangères du pays, Achmad Soebardjo, à Jl. Cikini 80-82 à Jakarta. Le ministère a débuté avec seulement six employés, dont Hadi Thayeb (en).

### 1945-1950
Leur devoir principal par l'aide de la diplomatie :
1. Faire tous les efforts pour gagner la sympathie et le soutien de la communauté internationale, renforcer la solidarité des partenaires de domaines divers par tout effort par gagner le soutien et la reconnaissance de l'indépendance de l'Indonésie
2. Tenir des conférences et conclure des accords sur :
  - 1947 –  Accord de Linggarjati – reconnaissance de la république d'Indonésie, qui couvrait Java et Madura
  - 1948 – Accord du Renville – reconnaissance de la république d'Indonésie, qui couvrait Java et Sumatra
  - 1949 – Conférence de la Table ronde – L'Indonésie était sous la forme d'état fédéral
  - 1950 La diplomatie de l'Indonésie a restauré l'union de toutes les régions de la république d'Indonésie en révoquant la Conférence de la Table ronde.

La première période de cinq ans de l'indépendance de l'Indonésie fut une période qui a décidé la lutte pour maintenir l'indépendance. Cette partie de l'histoire fut destinée à décider le caractère et la nature de la politique étrangère de l'Indonésie.
L'esprit de lutte diplomatique a permis à l'Indonésie de parvenir à obtenir le soutien de la communauté internationale des Nations unies en l'1950.

### 1966-1998
Les missions principales sont:
- La reconnaissance de la Nouvelle-Guinée occidentale
- La reconnaissance de l'Indonésie en tant qu'état archipel comme le résultat de la lutte des lois de la mer – Convention des Nations unies sur les Lois de la mer
- Le développement de la coopération de l'ASEAN
- Faire l'effort d'obtenir la reconnaissance internationale du Timor oriental
- Être le président du mouvement des non-alignés pour lutter pour le bien des pays en développement
- Être le président de l'APEC et du G-15
- Améliorer la coopération du développement

### Depuis 1998
Le devoir principal est dirigé vers:
1. La prévention de la nation des potentielles désintégrations
2. La favorisation de la reprise économique
3. L'amélioration de l'image de l'Indonésie
4. L'amélioration de la qualité de service et de protection des citoyens en Indonésie

## Liste chronologique des ministres
| #   | Portrait | Ministre                  | Début du mandat  | Fin du mandat    |
| --- | -------- | ------------------------- | ---------------- | ---------------- |
| 1   |          | Achmad Soebardjo          | 2 septembre 1945 | 14 novembre 1945 |
| 2   |          | Sutan Sjahrir             | 14 novembre 1945 | 3 juillet 1947   |
| 3   |          | Agus Salim                | 3 juillet 1947   | 20 décembre 1949 |
| —   |          | Alexander Andries Maramis | 19 décembre 1948 | 13 juillet 1949  |
| (3) |          | Agus Salim                | 4 août 1949      | 20 décembre 1949 |
| —   |          | Mohammad Hatta            | 20 décembre 1949 | 6 septembre 1950 |
| 4   |          | Mohammad Roem (en)        | 6 septembre 1950 | 20 mars 1951     |
| (1) |          | Achmad Soebardjo          | 4 août 1951      | 20 décembre 1952 |
| 5   |          | Wilopo                    | 3 avril 1952     | 29 avril 1952    |
| 6   |          | Moekarto Notowidigdo      | 3 avril 1952     | 30 juillet 1953  |
| 7   |          | Soenario                  | 30 juillet 1953  | 12 août 1955     |
| 8   |          | Ide Anak Agung Gde Agung  | 12 août 1955     | 24 mars 1956     |
| 9   |          | Ruslan Abdulgani (en)     | 24 mars 1956     | 9 avril 1957     |
| 10  |          | Subandrio                 | 9 avril 1957     | 28 mars 1966     |
| 11  |          | Adam Malik                | 28 mars 1966     | 23 mars 1978     |
| 12  |          | Mochtar Kusumaatmadja     | 29 mars 1978     | 21 mars 1988     |
| 13  |          | Ali Alatas (en)           | 21 mars 1988     | 20 octobre 1999  |
| 14  |          | Alwi Shihab               | 26 octobre 1999  | 23 juillet 2001  |
| 15  |          | Hassan Wirajuda           | 9 août 2001      | 20 octobre 2009  |
| 16  |          | Marty Natalegawa          | 22 octobre 2009  | 20 octobre 2014  |
| 17  |          | Retno Marsudi             | 27 octobre 2014  | 20 octobre 2024  |
| 18  |          | Sugiono                   | 20 octobre 2024  | -                |